# محمد فاخر
مَحمد فاخر (ولد 19 أكتوبر 1953، الدار البيضاء)، مدرب كرة قدم مغربي. كان لاعبا سابقا في صفوف نادي الرجاء الرياضي، قبل أن يصبح مدربا، ابتداء من سنة 1983. يملك في رصيده (إلى غاية 2013) خمسة ألقاب بطولة و خمسة ألقاب كأس ولقب لكأس الاتحاد الأفريقي، مما يجعله أكثر المدربين المغاربة تتويجا على مستوى الألقاب المحلية.

## سيرته
التحق مَحمد (فتحًا) فاخر بمدرسة الرجاء البيضاوي سنة 1967، و ابتداء من 1972، ارتقى إلى فريق الكبار الذي جاوره لثماني سنوات، أحرز خلالها لقبين لكأس العرش، سنتي 1974 و1977.
بين 1983 و1995، شغل فاخر منصب مدرب شبان الرجاء البيضاوي، ثم منصب مدرب مساعد للفريق الأول بين 1995 و1999. حاز على لقب كأس العرش لسنة 1996، ثم أشرف في موسم 1999-2000 على تدريب النهضة السطاتية، قبل أن ينتقل إلى فريق حسنية أكادير لموسمين.
رفقة الحسنية، حقق فاخر إنجازا كبيرا تمثل في ظفر الفريق السوسي بلقبين متتاليين للبطولة الوطنية، لأول مرة في تاريخه.
بعد ذلك، انتقل فاخر لتدريب الجيش الملكي، و الذي حقق معه ثلاثة ألقاب كأس العرش (2003 و2004 و2008)، و لقبا واحدا للبطولة الوطنية (2004/2005). و يبقى أحسن إنجاز لفاخر خلال هذه المرحلة، فوزه رفقة الجيش بلقب كأس الاتحاد الإفريقي 2005، بعد تغلبه في النهائي على نادي دولفين النيجيري.
في 31 دجنبر 2006، استدعي لتدريب المنتخب المغربي المتأهب آنذاك للعب كأس إفريقيا للأمم 2006، بمصر، على بعد 15 يوما فقط من انطلاق المنافسة، خلفا للفرنسي فيليب تروسيي. رغم إقصاء المغرب من الدور الأول، استمر فاخر في تدريب المنتخب المغربي، و استطاع التأهل، رفقته، إلى كأس إفريقيا للأمم 2008، إلا أنه عوض في أغسطس 2007، بالفرنسي هنري ميشيل.
بين موسمي 2007-2008 و2009-2010، سيجاور فاخر 4 أندية (الجيش والمغرب التطواني والمغرب الفاسي والنجم الرياضي الساحلي)، لفترات قصيرة. يبقى أغرب إنجاز له خلال هذه المرحلة لقب كأس العرش 2008 رفقة الجيش علما أنه بلغ نصف نهاية المسابقة مع فريق المغرب التطواني.
في أكتوبر 2010، سيعود فاخر لمجاورة فريقه الأم الرجاء، حيث فاز معه بلقب البطولة 2010-2011، إلا أنه سيغادره في يوليوز 2011، إثر سوء تفاهم مع اللاعبين بوشعيب المباركي ومحسن متولي.
في يونيو 2012، عاد فاخر للرجاء و فاز رفقته بلقب بطولة 2012-2013، ثاني نسخة من الدوري الاحترافي المغربي. في 28 نونبر 2013، تمت إقالته من تدريب الرجاء، على بعد 13 يوما من مشاركة الفريق في كأس العالم للأندية 2013.
في 2014، عين فاخر مدربا للمنتخب المغربي للمحليين.

## إنجازاته

### لاعبا
| اللقب     | السنة | الفريق |
| --------- | ----- | ------ |
| كأس العرش | 1974  | الرجاء |
| كأس العرش | 1977  | الرجاء |

### مدربا
| اللقب                | السنة     | الفريق       |
| -------------------- | --------- | ------------ |
| كأس العرش            | 1996      | الرجاء       |
| كأس العرش            | 2012      | الرجاء       |
| البطولة المغربية     | 2010-2011 | الرجاء       |
| البطولة المغربية     | 2012-2013 | الرجاء       |
| البطولة المغربية     | 2001-2002 | حسنية أكادير |
| البطولة المغربية     | 2002-2003 | حسنية أكادير |
| البطولة المغربية     | 2004-2005 | الجيش الملكي |
| كأس العرش            | 2003      | الجيش الملكي |
| كأس العرش            | 2004      | الجيش الملكي |
| كأس العرش            | 2008      | الجيش الملكي |
| كأس الاتحاد الإفريقي | 2005      | الجيش الملكي |

## وصلات خارجية
- محمد فاخر على موقع قاعدة بيانات كرة القدم.إي يو (الإنجليزية)
- محمد فاخر على موقع Soccerway.com (الإنجليزية)

- جذاذة تفصيلية لمسيرة محمد فاخر من موقع footballdatabase.eu